# Ruairí Ó Murchú
Ruairí Ó Murchú (né le 3 mai 1978 à Dundalk en Irlande) est un homme politique Irlande qui représente la circonscription de Louth depuis 2020 sous la bannière de Sinn Féin.

## Biographie
Ó Murchú vient de Knockbridge. Il gradue de l'université de la ville de Dublin. Par la suite, il étudie au Griffith College Dublin.
Ó Murchú est membre du conseil de comté de Louth pour Dundalk South entre 2017 et 2020 en remplacement de Kevin Meenan. À son élection au parlement fédéral, il est remplacer à ce poste par ce même Meenan,.

## Vie personnelle
Ó Murchú vit à Bay Estate, un quartier de Dundalk, dans le Comté de Louth. Il est marié à Annemarie Ó Murchú avec qui il a deux fils et un beau-fils.